# NGC 156
NGC 156 är en dubbelstjärna belägen i den norra delen av stjärnbilden Valfisken. Den upptäcktes 1882 av Ernst Wilhelm Leberecht Tempel.

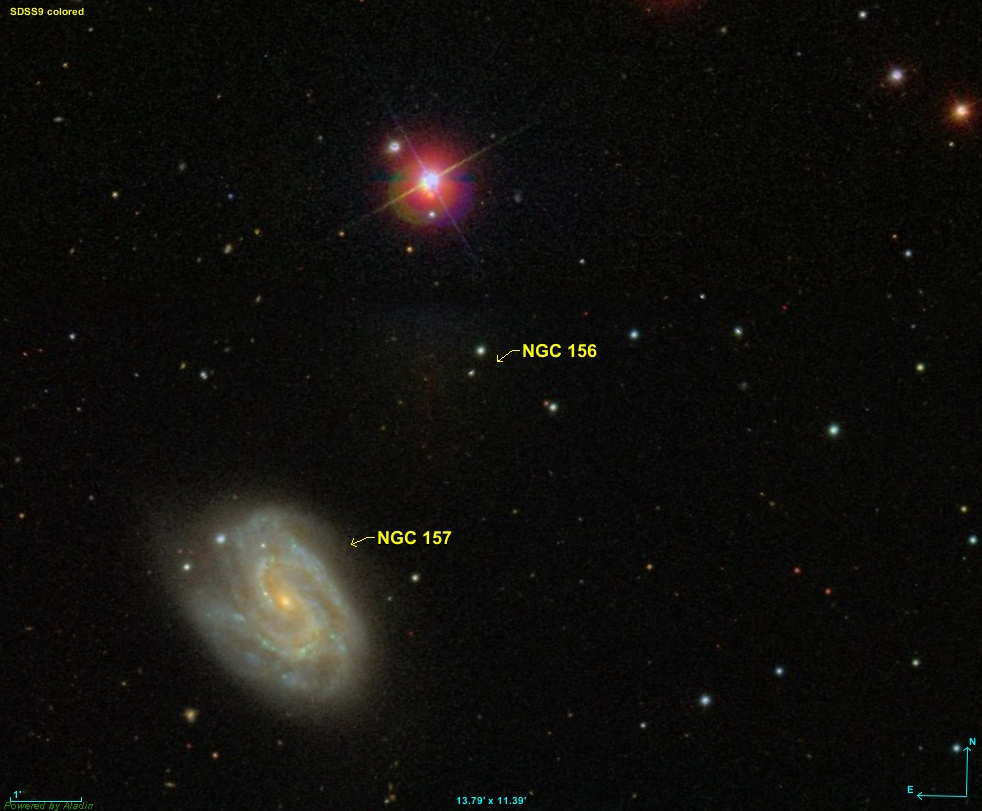
SDSS-bild av NGC 156 (precis till vänster om mitten) med närliggande galax NGC 157